# Cophyla tuberifera
Cophyla tuberifera es una especie de anfibio anuro de la familia Microhylidae. Es endémica del norte y centro este de Madagascar entre los 400 y los 1200 m de altitud. Se suele encontrar en las axilas de las hojas de árboles del género Pandanus, y en estos microhábitats es donde pone los huevos y los renacuajos se desarrollan.